# Hutiák

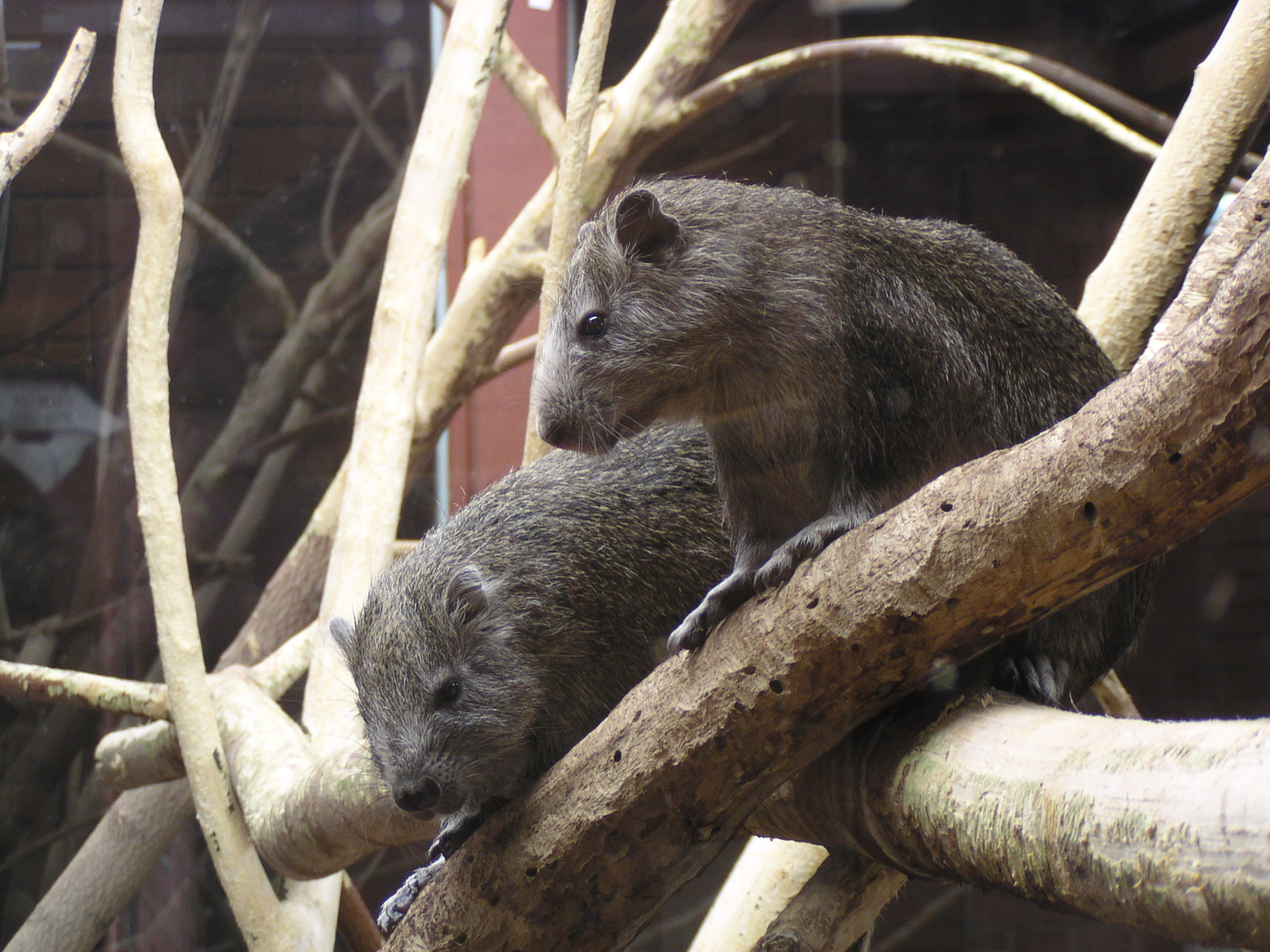
Hutia konga kölykök

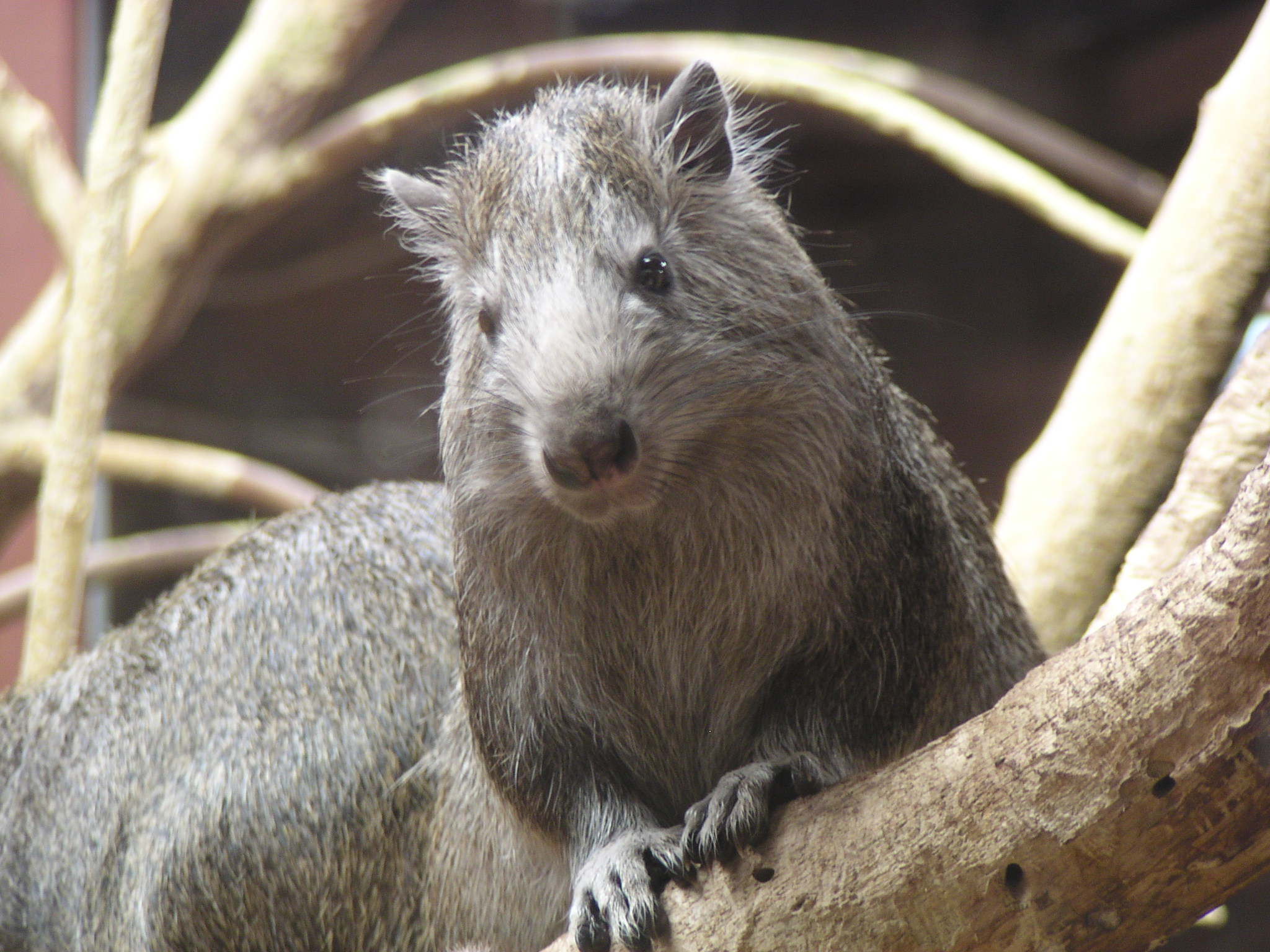
Hutia konga

A hutiák vagy fakúszópatkányfélék (Capromyidae) az emlősök (Mammalia) osztályába és a rágcsálók (Rodentia) rendjébe tartozó család. 4 alcsalád tartozik a családba.
A hutiák családjába 20 faj tartozik.

## Előfordulása
Kubában és a Karib-térség néhány szigetén honosak. Leginkább erdőkben élnek, de megtalálhatók a sziklás élőhelyeken, a partmenti régiókban, a trópusi esőerdőkben és a mangróvemocsarakban is.

## Megjelenése
Testük 22–60 cm hosszú, farkuk 15–30 cm. Súlyuk 4,3-8,5 kg.
A legnagyobb faj a hutia konga vagy kubai fakúszópatkány (Capromys pilorides), melynek nagysága körülbelül akkora, mint egy nagy testű házi macskáé. Ő napközben aktív, a fák tetején a lombok között keresi eleségét. A legkisebb hutia patkány nagyságú, éjszakai életmódot folytat. A nagyfülű hutia (Mesocapromys auritus) óriási füleiről nevezetes.

## Életmódja
A hutiák rejtett életmódot folytatnak, ezért a biológusok ritkán tanulmányozták őket, kevés leírás van életmódjukról.
Néhány faj nappali életmódot folytat, de a többség éjszakai állat.
Szinte mindegyik hutia faj a fákon él. 2 fajnak fogófarka van, ennek segítségével kitűnően másznak a fakoronákban.
Némely hutia föld alatti vackot ás, mások, mint például a Cabrera hutia (Mesocapromys angelcabrerai) mangrovefákra építi levelekből álló, gömb alakú fészkét.
Mint csaknem minden rágcsáló a hutia is társas állat. Kolóniákban él és gyakran osztozkodik fészkén vagy föld alatti vackán a többiekkel.
A hutiák fogai gyökértelenek, folyamatosan nőnek, ezért rendszeresen koptatnia kell őket.
Étrendjük levelekből, fakéregből, gyümölcsökből, kicsi állatokból és gyíkokból áll.

## Szaporodása
A hutiák ivarérettségüket körülbelül 10 hónaposan érik el.
Az év bármely szakában szaporodhatnak. 
Vemhességi időtartamuk 110-140 nap. 
Az alom nagysága 1-6, leggyakrabban 2 kölyök.
A két ellés között eltelt időtartam 1 év.

## Védettsége
A legtöbb hutiafaj populációja állandóan csökken.
5 faj súlyosan veszélyeztetett.

## Rendszerezés
A családba az alábbi 4 alcsalád tartozik, ebből 2 mára már kihalt:
- Capromyinae Smith, 1842 - 4 nem és 13 faj
- †Hexolobodontinae Woods, 1989 - 1 nem és 1 faj
- †Isolobodontinae Woods, 1989 - 1 nem és 2 faj
- Plagiodontinae Ellerman, 1940 - 2 nem és 4 faj